# Широ
Широ (геэз ሽሮ) — блюдо эфиопской и эритрейской кухни, очень густой соус из нутовой муки и специй. Широ выливают на ынджеру, и затем вымакивают кусками блина.
Готовится из мелко нарезанных долек чеснока в оливковом масле и лука с добавлением нутовой муки и приправы бербере.
Подавается горячим в керамическом горшочке рядом с блином ынджеры.